# Tetragnatha aenea
Tetragnatha aenea este o specie de păianjeni din genul Tetragnatha, familia Tetragnathidae, descrisă de Theodore Edward Cantor în anul 1842. Conform Catalogue of Life specia Tetragnatha aenea nu are subspecii cunoscute.